# なぎビカリアミュージアム
なぎビカリアミュージアムは、岡山県勝田郡奈義町に位置する博物館。奈義町周辺で産出するビカリアを中心とした動植物化石を展示しているほか、保存された露頭や、1600万年前の景色を再現したジオラマなどを見ることができる。同じく奈義町にある奈義町現代美術館との共通割引が用意されている。
なぎビカリアミュージアムは2018年に開館20周年を迎えた。

## ビカリア
ビカリアはウミニナ科の大型で棘を持つ円錐形の巻貝の属であり、現在から約1600万年前にあたる新生代新第三紀中新世中期の地層である勝田層群から多産する。保存状態は酸性の生息環境やカキやフジツボやヤドカリなどによる影響が確認できるほど良好である。また、ビカリア以外にも勝田層群吉野層からはマングローブ林のある河口を示唆する貝化石が産出している。1600万年前の奈義町周辺は海抜0メートル地帯であったと推測されており、なぎビカリアミュージアムでは化石資源を活かした教育普及活動が行われている。

## 構造と展示内容
建物は上空から見るとTの字や十字に近い形状をしている。入口には大型のビカリアのモニュメントが飾られている。室内展示ホールを挟んだ両翼にはトイレ・事務室と視聴覚室があり、後者は映像展示『ぼくのビカリア日記』の上映や講義に利用されている。また、『地球カレンダー』という別の映像展示も開館20周年記念企画展で上映された。『地球カレンダー』はビカリアのうち月のおさがりにちなんだCGキャラクターが登場し、来館者に地球の歴史を1年に喩えつつ古生物や地球史を紹介する内容となっている。ツキノオサガリのキャラクターデザインは奈義町出身の漫画家岸本聖史が、声は竹内順子が担当した。また元林原自然科学博物館館長で岡山理科大学教授の石垣忍が映像を監修した。
室内展示ホールでは生態系のジオラマや分類群ごとの化石が展示されている。屋根に覆われた屋外展示エリアには化石の多産する地層を含む露頭が保存され、通路から眺めることができる。
発掘体験エリアでは来館者が実際に化石を掘り出すことができる。ビカリア以外ではカケハタアカガイ、トクナリヘタナリ、サクラガイなどの産出が報告されている。公式Webサイトではノコギリガザミ（カニ）のツメやワニの歯なども見ることのできる化石として紹介されている。

## 沿革
1997年4月に設立された柿ビカリア会が中心となり、自然科学を親しむための施設として1998年4月に開館。奈義町の指導を受けつつ柿ビカリア会の会員が運営を始めた。開館前に整備した3ヘクタールの山は放置すると遷移して元の荒れ山に戻ってしまうため、エビネ、アジサイ、コブシ、ヒペリカム、フジ、サクラが植えられた。企画展は岡山理科大学生物地球学部、林原自然科学博物館、笠岡市立カブトガニ博物館の特別協力を受けて開催された。
その後2019年10月30日に奈義町が同大の生物地球学部との連携協力協定を締結し、これ以降ビカリアミュージアムは展示に同学部の協力を得られるようになったほか、インターンシップとして同大の学生を受け入れる仕組みができた。
新型コロナウイルス感染症の世界的流行を受け、奈義町はビカリアミュージアムを含む公共施設を2020年4月25日から休業する決定を下し、5月12日から営業を再開した。同年8月には岡山市北区の環境センター「アスエコ」で三葉虫を中心とする企画展が開催されたが、この時アスエコとカブトガニ博物館とビカリアミュージアムを巡るスタンプラリーも実施された。

## アクセス
中国自動車道の美作インターチェンジから20分の場所にある。